# ムターゼ
ムターゼ（英:Mutase）とは、同一分子内である官能基をとある場所から別の場所に移動させることを触媒する酵素のことである。

## 概要
ムターゼによる分子内転移では、基質の構造は変わるが原子組成は変化しない。
この酵素の例として、赤血球中に見られるビスホスホグリセリン酸ムターゼや3-ホスホグリセリン酸を2-ホスホグリセリン酸に変化させて解糖系で働くホスホグリセリン酸ムターゼなどがある。